# Севілл (Каліфорнія)
Севілл (англ. Seville) — переписна місцевість (CDP) в США, в окрузі Туларе штату Каліфорнія. Населення — 446 осіб (2020).

## Географія
Севілл розташований за координатами 36°29′8″ пн. ш. 119°13′29″ зх. д. / 36.48556° пн. ш. 119.22472° зх. д. (36.485694, -119.224771).  За даними Бюро перепису населення США в 2010 році переписна місцевість мала площу 1,65 км², уся площа — суходіл.

## Демографія
Згідно з переписом 2010 року, у переписній місцевості мешкало 480 осіб у 108 домогосподарствах у складі 92 родин. Густота населення становила 291 особа/км².  Було 115 помешкань (70/км²).
Расовий склад населення:
| - 41,7 % — білих - 1,0 % — корінних американців - 54,0 % — осіб інших рас |

До двох чи більше рас належало 3,3 %. Частка іспаномовних становила 95,4 % від усіх жителів.
За віковим діапазоном населення розподілялося таким чином: 37,1 % — особи молодші 18 років, 57,7 % — особи у віці 18—64 років, 5,2 % — особи у віці 65 років та старші. Медіана віку мешканця становила 24,0 року. На 100 осіб жіночої статі у переписній місцевості припадало 123,3 чоловіків;  на 100 жінок у віці від 18 років та старших — 118,8 чоловіків також старших 18 років.
Середній дохід на одне домашнє господарство  становив 31 762 долари США (медіана — 23 750), а середній дохід на одну сім'ю — 28 704 долари (медіана — 19 957). Медіана доходів становила 17 500 доларів для чоловіків та 26 250 доларів для жінок. За межею бідності перебувало 62,6 % осіб, у тому числі 76,5 % дітей у віці до 18 років та 40,7 % осіб у віці 65 років та старших.
Цивільне працевлаштоване населення становило 191 осіб. Основні галузі зайнятості: сільське господарство, лісництво, риболовля — 58,1 %, освіта, охорона здоров'я та соціальна допомога — 9,9 %, виробництво — 8,4 %.